# Zahra Mohammadi
Zahra Mohammadi (Dehgolan, 1990)es una profesora y activista iraní, que ha sido represaliada por las autoridades de su país. Es la directora de la Asociación Cultural Nojin, entidad cuyo objetivo es enseñar y promover la lengua y la identidad kurdas en Irán, donde está permitida como «lengua tribal y regional» de iure, pero sin aplicación real en las aulas.

## Trayectoria
Mohammadi nació en 1990 en un pueblo del Kurdistán iraní, pero residió después en el municipio de Náiser, en el condado de Sanandaj iraní. Obtuvo un máster en Geopolítica en la Universidad de Birjand. En su trayectoria pedagógica y educativa, Mohammadi enseñó desde la adolescencia y durante más de 10 años la lengua kurda en la ciudad de Sanandaj y en los pueblos colindantes.
En 2013 se convirtió en cofundadora de la Asociación Social y Cultural de Nojin,dedicada a la promoción de la cultura y de la lengua kurda,además de la enseñanza en los valores del medioambientalismo.Más adelante, fue elegida para dirigir la asociación, con diversas ramificaciones en otros lugares del Kurdistán iraní siguiendo los permisos del Ministerio de Interior de Irán.

### Detención y represión judicial
La conmemoración del asesinato de la también joven activista Narmin Vatankhah, el 16 de mayo de 2019, en el cementerio de la villa kurda de Koolan (condado de Marivan), fue el motivo por el que los cuerpos de seguridad iraníes arrasaron la reunión convocada. Unos días más tarde, el 23 de mayo, las fuerzas especiales de la región irrumpieron en su casa y detuvieron también a Mohammadi, acusándola de trabajar para la oposición kurda y por tanto de atacar la seguridad nacional. Por ello, fue encarcelada durante 6 meses y coaccionada para realizar confesiones forzadas. El 18 de septiembre de 2019,  fue trasladada a la Sección 1 del Tribunal Revolucionario de Sanandaj, sin notificárselo a sus abogados.
El juicio comenzó el 16 de febrero de 2020 y se finalizó el 15 de julio del mismo año, en el Juzgado núm. 1 del Tribunal Revolucionario Islámico de Sanandaj, presidido por el juez Saeidi. La pena impuesta fue de 10 años de cárcel, acusada de «fundar grupos y sociedades con el objetivo de perturbar la seguridad nacional». Esta sentencia fue muy criticada por diversas organizaciones por los derechos humanos, que consideran Zahra Mohammadi una presa de conciencia víctima de la represión de Irán, perseguida por su activismo lingüístico y cultural, por su vinculación con la Asociación Social y Cultural de Nojin. Fue condenada a 10 años de cárcel, en el verano de 2020, por ser la "creadora de un grupo contra la Seguridad del Estado".
En octubre de 2020, el Tribunal núm. 4 de Apelación de Sanandaj redujo la pena a 5 años de cárcel. A pesar de que los abogados de la profesora y activista apelaron el veredicto y solicitaron nuevo juicio invocando el artículo 477 del Código Criminal de Irán Islámico,el 13 de febrero de 2021 fue informada de que ese mismo juzgado mantenía firme la sentencia. El 2 de diciembre de 2022 fue liberada bajo una fianza de 700 millones de tomans, equivalentes a 7 000 millones de riales iraníes, unos 150 000 euros al cambio de enero de 2022. Finalmente, el 2 de enero de 2023 y tras otros recursos en la Cámara de Apelación y en el Tribunal Supremo de Irán, el Jefe del Tribunal de la provincia del Kurdistán denegó cualquier otra apelación y se la sentencia fue ratificada para que Zahra Mohammadi ingresara en prisión para cumplir la condena de cinco años.
Este hecho fue denunciado por diversas organizaciones por los derechos humanos como Front Line Defenders, la Organización de Naciones y Pueblos No Representados o Amnistía Internacional, que consideraba que Mohammadi había sido arrestada «sólo por su conexión con el empoderamiento de la minoría nacional kurda». Durante el tiempo en prisión, su familia pudo visitarla, aunque no tuvo noticias suyas durante buena parte del tiempo.
Sin aviso previo ni a su equipo legal ni a ella personalmente, el 10 de febrero del 2023, fue liberada, aunque a pesar de estar en prisión, había declarado que se mantendría firme en su línea de actuación y no pediría a la amnistía.

## Reconocimientos
En diciembre de 2022, fue reconocida como una de las 100 mujeres de la BBC por su dedicación a la enseñanza del idioma kurdo. El 3 de diciembre de 2023, recibió el primer premio Jemal Nebez Prize por sus esfuerzos en la promoción y enseñanza del kurdoen una ceremonia celebrada en Ayuntamiento de Schoneberg.